# Paola Della Pasqua
Paola Della Pasqua (Monza, 18 giugno 1969) è un'attrice teatrale, doppiatrice e direttrice del doppiaggio italiana.

## Biografia
Paola Della Pasqua è nata a Monza il 18 giugno 1969 ed è sorella gemella dell'attrice e doppiatrice Marisa Della Pasqua. Si è diplomata all'Accademia dei Filodrammatici di Milano nel 1991. Ha studiato canto con il soprano Liliana Oliveri e presso la scuola VMS di Loretta Martinez.
Come attrice ha recitato sia in opere teatrali che in musical, e come doppiatrice ha lavorato per il cinema e la televisione, doppiando tra i vari ruoli Ursula Strauss, protagonista della serie televisiva in sei stagioni Fast Forward. Altre protagoniste doppiate sono Lauren Conrad nelle prime cinque stagioni del reality show The Hills, Jennifer Lopez in Selena, il personaggio di Peter nell'anime Il guardiano della foresta - Mushiking, Kathleen Robertson in Splendidi amori, Isabelle Huppert in Le cose che verranno e Meisa Kuroki in The Call: Final. Tra gli altri doppiaggi si segnalano Shelley Long nella seconda edizione di Casa, dolce casa?, il personaggio di Gilbert Cocteau nell'anime Il poema del vento e degli alberi, il personaggio di Ayako Mano nell'anime Yoko cacciatrice di demoni, Lauren Hutton nella seconda edizione di 40.000 dollari per non morire, il personaggio di Primula nella serie animata Fifi e i bimbi fioriti e Rosario Dawson in Soldifacili.com.
È inoltre speaker del canale Top Crime e, dal 2018, del canale Focus. È stata la voce istituzionale della compagnia telefonica 3 Italia. Occasionalmente ha svolto anche l'attività di direttrice del doppiaggio.

## Teatro
- Con la penna d'oro di Italo Svevo, regia di N. Garella - Compagnia Stabile del Teatro Filodrammatici di Milano - 1991/92[4]
- I segreti di una piccola città di M. Parma, regia di R. Pradella - Compagnia Stabile del Teatro Filodrammatici di Milano - 1991/92[5]
- A piacer vostro di William Shakespeare, regia di N. Garella - Compagnia Stabile del Teatro Filodrammatici di Milano - 1992/93[6]
- Elettra di Euripide, regia di M. Castri - Teatro Stabile dell'Umbria - 1993/95
- La casa di Bernarda Alba di Federico García Lorca, regia di G.Ferro - Teatro Stabile di Catania - 1994/95
- Oreste di Euripide, regia di M. Castri, musiche di A. Annecchino - Teatro Stabile dell'Umbria - 1995/96
- Risveglio di primavera di Frank Wedekind, regia di G. de Monticelli, musiche di M. Borciani - Produzione Accademia dei Filodrammatici di Milano - 1997/98
- Nel nome del padre di L. Lunari, regia di S. Piccardi - 1998/2000[7]
- Appunti per un orestiade italiana: Coefore di Eschilo, traduzione di Pier Paolo Pasolini, regia di Elio De Capitani - Teatridithalia Elfo Portaromana Associati - 1998/2000[8]
- La cerimonia di G. Manfridi, regia di Walter Manfrè - Teatro Arsenale - 2001/2002[9]
- L'amore è cieco... e altre storie di P. B. Bertoli, regia di V. Molinari - Compagnia Teatro della Memoria - 2001/2002
- Gadda e Milano tratto da testi di Carlo Emilio Gadda a cura e regia di C. Beccari - Compagnia Stabile del Teatro Filodrammatici di Milano - 2001/2002
- Coefore di Eschilo, trad. di P.Pasolini regia di M. Conti - Teatro Stabile delle Marche - 2004/2005[10]
- Ailoviù… sei perfetto, adesso cambia!, regia di Vito Molinari - Teatro Delfino Milano - 2014[5]
- Love, loss and what I wore - Amori, dolori... ma cosa mi metto?, regia di C. Beccari - Teatro Delfino Milano - 2016[11]

## Musical
- Ailoviù, sei perfetto... adesso cambia!, testo e liriche di J. DiPietro, musiche di J. Roberts, regia di V. Molinari - Teatro stabile La Contrada di Trieste, 2002/2005.
- Rosa Salmone Spa, testo e liriche di D. Daolmi, musiche di M. Desinan, regia di V. Molinari, 2003/2004.
- Le meravigliose Wonderette di Roger Bean, coreografie di Janet Miller, regia di Luca Sandri, Teatro Franco Parenti, 2011/2012.
- Settanta Volte Sette - The Drama Musical di Marisa Della Pasqua, musiche Maurizio Desinan, regia Marisa Della Pasqua

## Doppiaggio

### Cinema
- Isabelle Huppert in Le cose che verranno
- Charlotte Gainsbourg in Samba
- Jennifer Lopez in Selena
- Helen Hunt in Annie Parker
- Miranda Richardson in iBoy
- Jennifer Connelly in Requiem for a Dream
- Kathleen Robertson in Splendidi amori
- Rosario Dawson in Soldifacili.com
- Melissa Joan Hart in Amiche nella verità
- Marion Cotillard in Une affaire privée - Una questione privata
- Julie Depardieu in Dio è grande, io no
- Daphne Zuniga in Vite parallele
- Shelley Long in Casa, dolce casa? (ridoppiaggio DVD)
- Franziska Weisz in Kreuzweg - Le stazioni della fede
- Radha Mitchell in Evidence
- Leelee Sobieski in L'idole
- Regina Hall in Quando l'amore si spezza
- Lola Glaudini in La missione di Clara Rinker
- Mayumi Wakamura in Genghis Khan - Il grande conquistatore
- Carly Pope in Concrete Blondes
- Naomi Snieckus in Un bacio sotto l'albero
- Sarah Wayne Callies in La profezia di Celestino
- Aki Fukada in Apartment 1303
- Jennifer Ann Massey in 513 - Five Thrteen
- Brittany Murphy in Drive - Prendetelo vivo
- Kerry Fox in Il giardino dei ricordi
- Feihong Yu in Mille anni di buone preghiere
- Sasha Alexander in All Over the Guy
- Gabrielle Dennis in Un microfono per due
- Nelly Karim in Clash

### Film d'animazione
- Miwako Sato in Detective Conan - La mappa del mistero, Detective Conan - La strategia degli abissi, Detective Conan - Requiem per un detective, Detective Conan - L'isola mortale, Detective Conan - La musica della paura, Detective Conan - ...e le stelle stanno a guardare, Detective Conan - L'undicesimo attaccante, Lupin Terzo vs Detective Conan
- Gilbert Cocteau in Il poema del vento e degli alberi
- Yuriko in L'equazione del professore
- Yukiko in Perfect Blue
- Preziosa in Il brutto anatroccolo
- Isabella in A Rat's Tale
- Thorn in Scooby-Doo e il fantasma della strega, Scooby-Doo e la leggenda del vampiro
- Kazuko Yoshiyama in La ragazza che saltava nel tempo
- Baccarat in One Piece Gold - Il film
- Deborah Gorrini in My Hero Academia: You're Next
- Dama Devin in Barbie - L'accademia per principesse
- Regina Cattiva in Barbie - La magia della moda
- Mamma in La grande caccia all'Uovo di Pasqua

### Serie televisive
- Jennifer Morrison in How I Met Your Mother
- Ursula Strauss in Fast Forward
- Rukiya Bernard in Van Helsing
- Mercedes Gardner in Wynonna Earp
- Saffron Burrows in Mozart in the Jungle
- Lynda Lacoste in Primi baci
- Corey Lopez in Barney
- Bobbie Phillips in The Cape
- Nakia Burrise in Power Rangers Turbo
- Michelle Bonilla in La signora del West
- Tracey Ullman in Ally McBeal
- Rebecca Chambers in Invisible Man
- Laura Wright e Paige Turco in Sentieri

### Serie animate
- Computer in Metal Armor Dragonar
- Ayako Mano in Yoko cacciatrice di demoni
- Electra e narratrice in Nadia - Il mistero della pietra azzurra (ridoppiaggio)
- Hitomi in Humming Bird - Ragazze con le ali
- Carabina/Rubinia in Biker Mice from Mars
- Orlin in La principessa Minerva
- Settevite in Cucciolandia
- Anna Shinjo in City Hunter Special: Servizi segreti
- Rogue in X-Men: Evolution
- Maria Amino in Ozzy & Drix
- Peter in Il guardiano della foresta - Mushiking
- Nadeshiko/Nagihiko Fujisaki in Shugo Chara - La magia del cuore
- Il pesciolino in Bubble Guppies - Un tuffo nel blu e impari di più
- Primula in Fifi e i bimbi fioriti
- Miwako Sato (dalla settima stagione), Vermouth (ep. 726) e Sumiko Kobayashi (ep. 465) in Detective Conan
- Keimi e Sweet Pea in One Piece
- Professoressa Temptel in Angel's Friends
- Acala in Kulipari: L'esercito delle rane
- Kaiko Nekton in Gli Abissi
- Ms. Berry in Berry Bees
- Darya Nikitina in Dr. Stone
- Mamma di Retsuko in Aggretsuko
- Mamma Pecora in Peppa Pig

### Videogiochi
- Eramis in Destiny 2 (2017)[12]
- Esploratrice in Monster Hunter: World (2018)[13]
- Myrrine in Assassin's Creed: Odyssey (2018)[14]
- Angrboða in Assassin's Creed: Valhalla (2020)[15]
- Altre voci in Cyberpunk 2077 (2020)[16]

## Audiolibri
- "Nel giardino della mente" - 24 poesie recitate di Emily Dickinson - Delta Editrice, Parma
- "Miss Marple nei Caraibi" di Agatha Christie, Audible
- "I grandi casi di Miss Marple" di Agatha Christie, Audible